# Doktor Piotr
Doktor Piotr – opowiadanie Stefana Żeromskiego, opublikowana w zbiorze Opowiadania w 1895 roku.

## Treść[3]
Główny bohater Piotr Cedzyna niedawno ukończył studia, które pozwoliły mu zostać chemikiem. Swój sukces zawdzięczał ojcu, który przesyłał mu pieniądze na kształcenie. Sam ojciec jest zubożałym szlachcicem zatrudnionym jako nadzorca robotników w kamieniołomie przez dorobkiewicza Teodora Bijakowskiego.
Wkrótce Piotr dowiaduje się, że jego ojciec zdobywał fundusze przez obcinanie pensji robotnikom. Piotr, jako człowiek szlachetny, decyduje się wyjechać do Anglii, by odpracować dług.
Stary Cedzyna jest zdumiony postawą syna. Nie czuje się winny, gdyż Bijakowski dał mu „wolną rękę” w prowadzeniu interesów. Robotnicy też zgadzali się na pomniejszoną pensję, gdyż i tak nigdzie nie oferowano im więcej. Oskarżenia ze strony syna, który był jedynym celem jego życia, sprawiają mu wielki ból.